# 海因茲小體

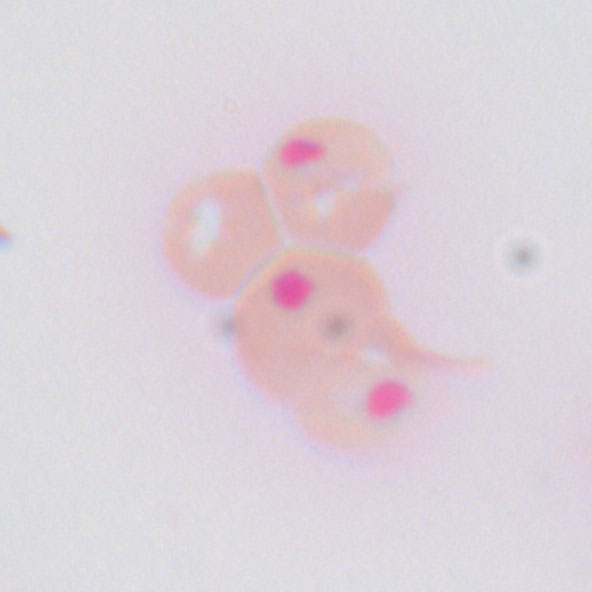
猫的一个血细胞，可見三个海因茲小體

海因茲小體，又稱亨氏小體、亨氏-埃利希小體（Heinz-Ehrlich body），是红血球中由變性血红蛋白組成的一類包涵体，在實驗室中無法由常規血液染色技術檢測，但可透過超活體染色法觀察到。海因茲小體的存在代表紅血球中的血红蛋白受損，例如G6PD缺乏症患者中即經常有此結構。除人類外，貓、狗和某些靈長類動物食用含硫代硫酸鹽和丙二醇化合物的食物後也可能出現海因茲小體。

## 歷史
海因茲小體得名字德國醫師罗伯特·海因茨（Robert Heinz，1865-1924），他於1890年描述血溶性貧血病患樣本中的此類包涵体。

## 形狀和外觀
海因茲小體的外表為红血球紅血球體內的小圓形包涵体，用常規血液染色技術（羅曼諾夫斯基染料）染色時不可見，但透過超活體染色法（如使用新亞甲基藍、結晶紫或溴甲酚綠等染劑）可清楚地觀察到。

## 形成原因
海因茲小體是由血红蛋白受損而形成的，病因可能是透過使用藥物造成的氧化应激或是基因突變。血紅蛋白中的电子被轉移到氧分子，從而產生活性氧（ROS），可能導致嚴重的细胞損傷，導致細胞過早裂解。受損的細胞被脾臟中的巨噬细胞清除，沉澱物和受損的細胞膜被清除，形成咬細胞，此變性過程不可逆。受損細胞的不斷消除會導致一類稱為海因茲小體贫血（Heinz body anemia）的貧血。
導致血紅蛋白損傷的途徑如下：
- 缺乏菸鹼醯胺腺嘌呤二核苷酸磷酸（NADPH），導致麩胱甘肽過氧化物酶功能障礙。
- 服用氧化劑藥物（如伯氨喹、達普頌或奎尼丁）會加劇葡萄糖-6-磷酸去氫酶缺乏症。G6PD的紅血球與高活性的氧化劑結合會導致球蛋白鏈上的硫醇發生交叉鏈接，從而導致海因茲小體沉澱物的變性和形成[8]。
- 海因茲小體也可見於慢性肝病（英语：Chronic liver disease）[9]。
- α-地中海貧血。正常成人血紅蛋白由兩條α鏈和兩條β鏈組成。α地中海貧血患者的α珠蛋白產生部分或完全缺陷導致細胞中β珠蛋白鏈相對豐富，過量的β珠蛋白鏈聚集形成地中海貧血，其溶解度降低並沉澱在紅血球的細胞質中，這並不是對血紅蛋白本身的直接損害，而是對血紅蛋白蛋白質四級結構的擾動。

當脾臟受損或缺失時，海因茲小體的存在也可能是脾臟功能減退或無脾臟的一個特徵，無法將這些受損細胞從循環中清除。

### 獸醫
海因茲小體與貓、狗和各種靈長類動物攝入对乙酰氨基酚、大蒜和洋蔥有關，尤其洋蔥果肉中的硫代硫酸鹽化合物已被確定為一種病因。
丙二醇曾經是軟濕貓糧中常見的成分，根據美國食品藥物管理局的說法:「過去即已知丙二醇會導致貓的紅血球中海因茲小體的形成（在顯微鏡下觀察時在細胞中看到小塊蛋白質），但無法證明它會導致明顯的海因茲小體形成。然而，最近獸醫文獻中科學合理的研究表明，丙二醇會縮短紅血球的存活時間，使紅血球更容易受到氧化應激，並對食用丙二醇的貓產生其他副作用。根據這一新數據，獸醫藥物中心（CVM）修法明確禁止在貓糧中使用丙二醇。」

## 治療
海因茲小體沒有特別的治療方法；然而，它們作為上述病因的診斷指標很重要。